# Sphaleroptera
Sphaleroptera is een geslacht van vlinders van de familie bladrollers (Tortricidae), uit de onderfamilie Tortricinae.

## Soorten
- S. alpicolana (Frolich, 1830)
- S. pallidana Burmann, 1958